# HMS H8
HMS H8 – brytyjski okręt podwodny typu H. Zbudowany w latach 1914–1915 w stoczni Canadian Vickers w Montrealu, gdzie okręt został wodowany 1 kwietnia 1915 roku. Rozpoczął służbę w Royal Navy 29 czerwca 1915 roku. Pierwszym dowódcą został kanadyjski oficer Lt. B.L. Johnson.
W 1916 roku był w składzie Ósmej Flotylli Okrętów Podwodnych stacjonującej w Yarmouth, pod dowództwem Lt. Cdr. Godfreya Herberta. 22 marca 1916 roku w czasie patrolu u wybrzeży Danii HMS H8 wpadł na brytyjską minę. Pomimo dużych zniszczeń załodze udało się wynurzyć i bezpiecznie dopłynąć do portu w Harwich.
W listopadzie 1918 roku stacjonował w Blyth w składzie Czternastej Flotylli Okrętów Podwodnych (14th Submarine Flotilla).
29 listopada 1921 roku okręt został sprzedany firmie J. Kelly z Arbroath i następnie złomowany.